# William Vogt (écologue)
Pour les articles homonymes, voir William Vogt et Vogt (homonymie).
William Vogt est un écologue et un ornithologue américain, né le 15 mai 1902 à Mineola (New York) et mort le 11 juillet 1968. C’est un spécialiste de la question du contrôle des populations.

## Biographie
Vogt obtient un Bachelor of Arts en biologie au Bard College en 1925. Il commence sa carrière comme éditeur assistant à la New York Academy of Sciences (1930-1932) puis est conservateur de la réserve d’oiseaux du Parc d'État de Jones Beach dans l’État de New York (1932-1935). Puis, jusqu’en 1939, il est naturaliste pour la Société nationale Audubon et est éditeur de sa publication, Bird Lore. Durant la décennie suivante, il conduit des missions en Amérique latine comme ornithologue pour étudier le problème posé par la raréfaction des oiseaux sources de guano (1939-1942). Il occupe divers postes dans l’administration (1942-1949). De 1951 à 1961, il dirige la fédération américaine de planning familial puis, de 1964 à 1967, secrétaire du Conservation Foundation. Jusqu’à sa mort, il est membre de l’Union internationale pour la conservation de la nature (UICN).  
Vogt a reçu un Doctorat of Sciences honoraire en 1953 et diverses récompenses : dont la médaille Mary Soper Pope en 1949 et l’Award de la fondation Lasker en 1951. 
Il est l’auteur du best-seller La faim du monde dans lequel il exprime son anxiété face au risque de surpopulation de la terre. L'ouvrage, diffusé à plusieurs millions d'exemplaires dans plusieurs pays est à rapprocher de la planète au pillage de Fairfield Osborn, sorti peu avant (1948).
Il a supervisé la réédition de The Birds of America de John James Audubon (1785-1851) en 1962.

## Ouvrages
- Road to Survival (1948)[2]

## Source
- Richard H. Stroud (dir.)  (1985). National leaders of American conservation, Smithsonian Institution Press (Washington) : 432 p.  (ISBN 0-874-74867-4)
- Charles C. Mann, The Wizard and the Prophet, Two Remarkable Scientists and Their Dueling Visions to Shape Tomorrow’s World, 640 p, éd. Knopf, 2018  (ISBN 978-0307961693)